# Creatures of the Night
Creatures of the Night – dziesiąty album studyjny amerykańskiej grupy rockowej KISS wydany w październiku 1982 roku.

## Utwory
1. "Creatures of the Night" (Paul Stanley, Adam Mitchell) – 4:01
  - wokal – Paul Stanley
2. "Saint and Sinner" (Gene Simmons, Mikel Japp) – 4:50
  - wokal – Gene Simmons
3. "Keep Me Comin'" (Stanley, Mitchell) – 4:00
  - wokal – Paul Stanley
4. "Rock and Roll Hell" (Simmons, Bryan Adams, Jim Vallance) – 4:08
  - wokal – Gene Simmons
5. "Danger" (Stanley, Mitchell) – 3:55
  - wokal – Paul Stanley
6. "I Love It Loud" (Vinnie Vincent, Simmons) – 4:12
  - wokal – Gene Simmons
7. "I Still Love You" (Vincent, Stanley) – 6:06
  - wokal – Paul Stanley
8. "Killer" (Vincent, Simmons) – 3:19
  - wokal – Gene Simmons
9. "War Machine"	(Simmons, Adams, Vallance) – 4:13
  - wokal – Gene Simmons

## Informacje
- Gene Simmons – gitara basowa, wokal
- Paul Stanley – gitara rytmiczna, wokal
- Ace Frehley – gitara prowadząca (zatwierdzono tylko jego udział, lecz nie gra w żadnym utworze)
- Eric Carr – perkusja, wokal
- Vinnie Vincent – gitara prowadząca (nie zatwierdzono jego działalności na albumie)

## Notowania
Album – Billboard (Ameryka Północna)
| Rok  | Lista      | Pozycja |
| ---- | ---------- | ------- |
| 1983 | Pop Albums | 45      |

Single – Billboard (Stany Zjednoczone)
| Rok  | Singel           | Lista       | Pozycja |
| ---- | ---------------- | ----------- | ------- |
| 1983 | "I Love It Loud" | Pop Singles | 102     |

Single – Billboard (Austria)
| Rok  | Singel           | Lista       | Pozycja |
| ---- | ---------------- | ----------- | ------- |
| 1982 | "I Love It Loud" | Pop Singles | 76      |

Single – Billboard (Wielka Brytania)
| Rok  | Singel                   | Lista       | Pozycja |
| ---- | ------------------------ | ----------- | ------- |
| 1982 | "Creatures Of The Night" | Pop Singles | 34      |